# Neményi Imre
Neményi Imre, született Neumann Ignác (Rákospalota, 1859. augusztus 21. – Budapest, 1942. május 12.) magyar pedagógus, kultúrpolitikus, szakíró. Neményi Ambrus politikus, újságíró öccse.

## Élete
Neumann Zsigmond és Kohn Júlia fiaként született izraelita családban, de családjában egyedüliként, későbbiekben áttért a keresztény hitre. Tanulmányait Baján, Iglón, Miskolcon végezte és ez utóbbi város református gimnáziumában tett érettségi vizsgát.
A tanári pályát választotta és belépett a budapesti állami Paedagogiumba, ahol szorgalmának köszönhetően a legmagasabb ösztöndíjat nyerte el. Első éves paedagógiumi hallgatóként, rendes vizsgáján felül, letette az elemi iskolákra képesítő vizsgát is és tanítói oklevelet nyert. Két évvel később kitüntetéssel tette le a polgári tanári képesítő vizsgát is, majd középiskolai tanári és doktori oklevelet szerzett. Ezután berendelték katonának Boszniába és öt havi szolgálat után a szarajevói osztrák-magyar iskola igazgatója lett. 
1883-ban a liptószentmiklósi állami iskola igazgatójának választották, majd következő év szeptemberétől a ferencvárosi kereskedelmi középiskolában tanított. 
1888 áprilisa és 1893 között az újpesti polgári leányiskola igazgatójaként működött. Aktívan részt vett az újpesti polgári társasági és közéletben. 1888-ban az újpesti Világosság nevű szabadkőműves páholy a tagjai közé fogadta. A páholy tisztviselője majd főmester-helyettese lett. 1892-ben újpesti állami faipari ipariskola bizottságába választották. 1889–1891 között az Újpesti Hírlap egyik szerkesztője volt. 
Ezután kinevezték Csanád vármegye tanfelügyelőjének. 1895-ben mozgalmat indított a népoktatás államosításának ügyében. Szorgalmazta, hogy azokat a felekezeti népiskolákat, amelyeket egyházi forrásból nem tudnak fenntartani, közös megegyezés alapján vegye át az állam. 1896-ban a vallás-és közoktatásügyi minisztériumba rendelték. Megszervezte a polgári iskola és tanítóképző intézeti tanárok tervszerű képzését és az iskolai könyvtárak hálózatát. 1897-ben előléptették és kinevezték az Országos Közoktatási Tanács, az Országos Kereskedelmi és Iparoktatási Tanács rendes tagjává, illetve királyi tanácsosi címet is kapott. 1900-ban miniszteri titkár lett és ugyanebben az évben osztálytanácsosi címmel is gazdagodott. 
Ezt követően beutazta Európa közel összes országát és utazásairól szaklapokban és napi lapok cikkeiben számolt be. 1917-ben Apponyi Albert vallás- és közoktatásügyi minisztériumának államtitkára lett. A Tanácsköztársaság kikiáltásakor, alig ötvennyolc évesen lemondott minden állami tisztségéről. Úgy érezte, hogy számára elfogadhatatlan politikai berendezkedés valósult meg az országban. 1919-ben megalakította a Magyar Királyság Pártját, melynek egy ideig ügyvezetője volt. 
1925-ben megindította és szerkesztette a Magyar Közalkalmazottak Lapját. Később a Veres Pálné Gimnázium kurátora, majd a Baár-Madas Református Leánynevelő Intézet helyettes elnöke lett. 1927-ben kinevezték az Országos Kereskedelmi és Iparoktatási Tanács iparoktatási és kereskedelmi oktatási szakosztályba mint nyugalmazott államtitkárt. Nyelvészeti, irodalomtörténeti és pedagógiai könyveket írt. Szakkönyvei jelentek meg a nőnevelésről, az ifjúsági könyvtárak nevelőhatásáról, a szünidő eredményes felhasználásáról. Végakaratában a Nagykőrösi Tanítóképzőre hagyta könyvtárát.
Felesége Wiesel Janka (1866–1951) volt, Wiesel Lipót és Klein Borbála lánya, akivel 1907. július 22-én Budapesten, az Erzsébetvárosban kötött házasságot.

## Főbb művei
- Magyar alak- és mondattan. A gymnasiumi, polgári és reáliskolai tanuló ifjúság használatára (Budapest, 1886)
- A gyermekek szünidejének értékesítése (Budapest, 1888)
- Néhány őszinte szó az anyákhoz leányaikról (Budapest, 1889)
- Polgári leányiskoláink fogyatkozásai (Budapest, 1891)
- Az eltévesztett irány (Újpest, 1891)
- Apáczai Csere János mint pedagógus (Budapest, 1893)
- Sajátlagosságok a pedagógiai világból (Újpest, 1893)
- Magyar szerkezet-, irály- és költészettan. Polgári és felsőbb leányiskolák, valamint polgári fiúiskolák III. és IV. osztályainak használatára. A miniszteri tanterv értelmében (Budapest, 1886., 2. átdolgozott és tetemesen bővített kiadás. Budapest, 1896.).
- Szemelvények Apáczai Csere János paedagogiai műveiből (Budapest, 1900)
- Ifjúsági könyvtárak és ifjúsági olvasmányok a nevelés szolgálatában (Budapest, 1902)
- Nőkérdés a múltban és a jelenben (Budapest, 1902)
- Állami népoktatás (Budapest, 1903)
- Népfőiskolák (Budapest, 1921)
- Apáczai Csere János (Budapest, 1925)

## Díjai, elismerései
- Ferenc József-rend középkeresztje (1912)
- Lipót-rend lovagkeresztje (1916)
- Polgári Hadi Érdemkereszt I. osztály (1917)
- Vaskorona-rend II. osztály